# Kiemelbach
Die Kiemelbach ist ein fast acht Kilometer langer Bach auf dem Gebiet des luxemburgischen Kantons Esch an der Alzette. Er ist ein westnordwestlicher und linker Zufluss der  Alzette.

## Geographie

### Verlauf
Die Kiemelbach entsteht aus mehreren Quellbächen  östlich des Sassenheimer Stadtteils Soleuvre. Der Hauptstrang entspringt  auf einer Höhe von etwa 345 m in einer Grünanlage nordöstlich von Soleuvre.
Der Bach fließt zunächst in östlicher Richtung durch Grünland, erreicht dann den Sassenheimer Stadtteil Ehlerange und unterquert dort die A.13. Südlich der Stadt Mondercange fließt ihm auf seiner linken Seite der  Bréckenderbaach und gut einen Kilometer später auf der gleichen Seite der Kazebaach zu. Der Kiemelbach wechsel nun nach Südsüdosten und quert südwestlich des Monnericher Stadtteils Foetz die A.4, wendet sich dann wieder nach Osten, kreuzt dabei abermals die A.13.
Er fließt nun am Südrand von Foetz entlang und mündet schließlich auf einer Höhe von  etwa 275 m nördlich von Schifflange von links in die Alzette.

### Einzugsgebiet
Das Einzugsgebiet des Kiemelbachs wird im Norden vom Klausbaach, im Süden von der Dipbech und im Westen von der Chiers und ihrem Zufluss Rouerbaach begrenzt.

### Zuflüsse
- Bréckenderbaach (links), 2,1 km
- Kazebaach, (links), 3,0 km